# Stazione di Palma Montechiaro
La stazione di Palma Montechiaro era una stazione ferroviaria posta al km 43+800 della linea Agrigento-Naro-Licata. Serviva il centro abitato di Palma di Montechiaro. Era abilitata al traffico viaggiatori ed al traffico merci. Servizi ed attrezzature di stazione: Una torre piezometrica (rifornitore d'acqua),Colonna idraulica per rifornire le locomotive in transito, una sagoma limite per il carico di merci sfuse (trasporto paglia etcc...), un bilico per la pesatura carri. Era immediatamente posta tra due tratti di binario con dentiera (lato Torre di Gaffe-Licata e lato Camastra, segnalato alle rispettive punte degli scambi con apposito segnale contraddistinto dalla lettera E (entrata).